# 즉결심판

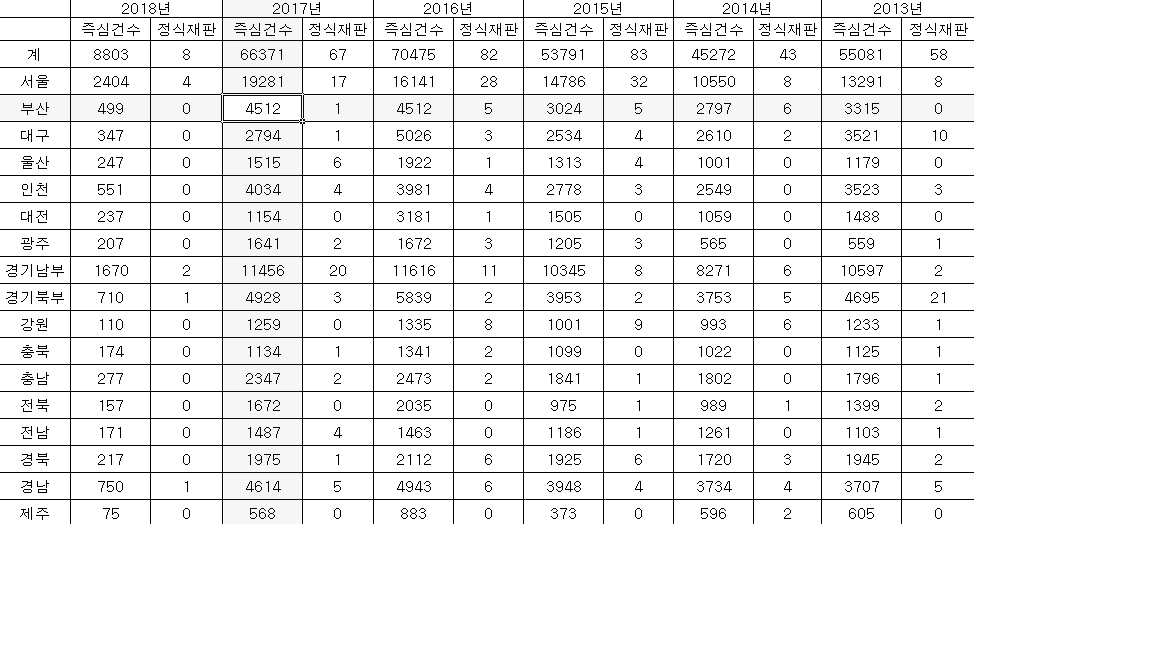
2013년부터 2018년까지 대한민국 전국 지방경찰청 별로 즉결심판 청구 건수와 정식재판 회부 건수

즉결심판(卽決審判)이란 20만원 이하 벌금·구류·과료에 처하는, 경미하면서 범증이 명백한 범죄 사건에 대해 정식수사와 재판을 거치지 않고 신속한 절차로 처벌을 하는 것을 말한다. 법률은 "지방법원, 지원 또는 시ㆍ군법원의 판사는 즉결심판절차에 의하여 피고인에게 20만원 이하의 벌금, 구류 또는 과료에 처할 수 있다"라고 되어 있지만 현실은 '20만원 이하의 벌금'을 
법률에서 형벌로 정한 경범죄처벌법 위반으로 범칙금 통고(또는 통고 거부하여 즉결심판 회부된 것을 포함한다.)를 받았으나 이를 납부하지 않았을 때 범칙금을 강제적으로 수금할 목적으로 사용하는 것이 본연의 절차였으나 경찰이 사건을 경미한 것으로 판단하여 피의자를 벌금 20만원 이하에 처하게 할 목적으로 즉결심판 권한을 행사한다.
즉결심판의 대상은 소가 3000만원 이하의 민사소액사건, 20만원 이하의 벌금·과료, 또는 30일 이하의 구류에 처할 경미한 범죄로 행정법규위반 사건, 폭행죄, 단순도박죄 등이다. 경찰서장이 법원에 청구하여 실시된다. 즉결심판은 관련 절차법에 의한다. 즉결심판절차는 간이한 소송절차이면서도 확정된 때에는 확정판결과 동일한 효력이 있다.
'경미한 사건'에 경찰서장에게 실질적인 공소권을 주는 즉결심판은 형사 피의자를 차별하는 부작용이 있다. 서울서부지방법원에서 2018년 3월 8일에 열린 즉결심판에서 무면허 운전을 하다가 적발된 2000년생의 고등학교 자퇴자에 대해 벌금 10만원을 선고받는 등 대부분 절도 등 징역형 선고가 가능한 피의자였다. 즉결심판, 통고처분 대상자는 국가재정법 벌금시효 기간(공소시효)이 5년으로 5년 동안 보관 후 폐기된다.

## 즉결심판에 대하여 정식재판을 청구하는 경우
피고인이 즉결심판에 대하여 정식재판을 청구하는 경우 즉결심판의 선고ㆍ고지를 받은 날부터 7일 이내에 정식재판청구서를 경찰서장에게 제출하여야 하고, 경찰서장은 지체없이 판사에게 이를 송부하여야 한다.
경찰서장은 판사가 무죄ㆍ면소 또는 공소기각을 선고, 고지하는 경우에 선고ㆍ고지를 한 날부터 7일 이내에 정식재판을 청구할 수 있다. 이 경우 경찰서장은 관할지방검찰청 또는 지청의 검사의 승인을 얻어 정식재판청구서를 판사에게 제출하여야 한다.
법원은 즉결심판에 대한 정식재판의 청구가 적법한 때에는 공판절차에 의하여 심판하여야 하는 바, 이에 따라 정식재판청구에 의한 제1회 공판기일 전에 사건기록 및 증거물이 경찰서장, 관할 지방검찰청 또는 지청의 장을 거쳐 관할 법원에 송부된다고 하여 그 이전에 이미 적법하게 제기된 경찰서장의 즉결심판청구의 절차가 위법하게 된다고 볼 수 없고, 그 과정에서 정식재판이 청구된 이후에 작성된 피해자에 대한 진술조서 등이 사건기록에 편철되어 송부되었다고 하더라도 달리 볼 것은 아니다

## 관련 판례
- 확정된 즉결심판의 기판력은 공소범죄사실에도 미친다(85도1142).
- 불이익변경금지원칙이 준용되어 즉결심판의 형보다 무거운 형을 선고하지 못한다[5]
- 즉결심판에 관한 절차법이 즉결심판의 청구와 동시에 판사에게 증거서류 및 증거물을 제출하도록 한 것은 즉결심판이 범증이 명백하고 죄질이 경미한 범죄사건을 신속·적정하게 심판하기 위한 입법적 고려에서 공소장일본주의가 배제되도록 한 것이라고 보아야 한다.[6]
- 형사소송법이나 경찰관직무집행법 등의 법률에 정하여진 구금 또는 보호유치 요건에 의하지 아니하고는 즉결심판 피의자라는 사유만으로 피의자를 구금, 유치할 수 있는 아무런 법률상 근거가 없고, 경찰 업무상 그러한 관행이나 지침이 있었다 하더라도 이로써 원칙적으로 금지되어 있는 인신구속을 행할 수 있는 근거로 할 수 없으므로, 즉결심판 피의자의 정당한 귀가요청을 거절한 채 다음날 즉결심판법정이 열릴 때까지 피의자를 경찰서 보호실에 강제유치시키려고 함으로써 피의자를 경찰서 내 즉결피의자 대기실에 1020분 동안 있게 한 행위는 형법 제124조 제1항의 불법감금죄에 해당하고, 이로 인하여 피의자를 보호실에 밀어넣으려는 과정에서 상해를 입게 하였다면 특정범죄가중처벌등에관한법률 제4조의2 제1항 위반죄에 해당한다.[7]

## 같이 보기
- 약식절차